# 西川徹矢
西川 徹矢（にしかわ てつや、

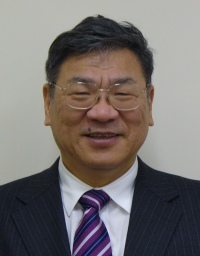

1947年〈昭和22年〉6月1日 - ）は、日本の警察・防衛官僚、弁護士（笠原総合法律事務所、登録番号：44254）。防衛庁運用局長、防衛庁人事教育局長、防衛省官房長などを経て、2009年（平成21年）から2011年（平成23年）8月まで、内閣官房副長官補。

## 人物・経歴
大阪府出身。1972年（昭和47年）京都大学法学部を卒業して、警察庁に入庁する。
- 1975年（昭和50年）8月 青森県警察本部刑事部捜査第二課長
- 1977年（昭和52年）8月 警視庁刑事部捜査第二課課長補佐
- 1979年（昭和54年）2月 警視庁神田警察署長
- 1980年（昭和55年）9月 警視庁警備部第三機動隊長
- 1983年（昭和58年）4月 在フィリピン日本国大使館一等書記官
- 1986年（昭和61年）8月 警察庁刑事局捜査第一課理事官
- 1987年（昭和62年）2月 警察庁長官官房会計課理事官
- 1989年（平成元年）8月 警視庁刑事部捜査第二課長
- 1991年（平成3年）1月 警視庁刑事部参事官兼防犯部参事官
- 1993年（平成5年）4月 和歌山県警察本部長
- 1995年（平成7年）8月 警察庁情報通信局情報通信企画課長
- 1998年（平成10年）3月 新潟県警察本部長
- 1999年（平成11年）5月 防衛庁運用局審議官
- 2000年（平成12年）6月 防衛庁防衛参事官（IT・施設・環境担当）
- 2002年（平成14年）8月 防衛庁運用局長
- 2004年（平成16年）4月 防衛庁人事教育局長
- 2005年（平成17年）8月 防衛庁長官官房長
- 2007年（平成19年）1月 防衛省大臣官房長
- 2007年（平成19年）9月 退官
- 2009年（平成21年）8月 内閣官房副長官補[1]
- 2011年（平成23年）8月 退官[2]
- 2011年（平成23年）11月 損害保険ジャパン顧問
- 2012年（平成24年）1月 弁護士登録（第一東京弁護士会）
- 2013年（平成25年）5月 セキド社外監査役[3]
- 2013年（平成25年）6月 ラック社外取締役
- 2017年（平成29年）11月 瑞宝重光章受章
- 2019年（令和元年）9月 マーキュリー顧問

## 著作

### 共著
- （河上和雄、國松孝次、香城敏麿、田宮裕）『講座 日本の警察 第一巻 警察総論』（立花書房, ISBN 978-4803700015, 1993.10.1）
- （安藤忠夫、佐藤英彦、國松孝次）『警察の進路～21世紀の警察を考える～』（東京法令出版, ISBN 978-4809011924, 2008.12.15）